# Unión Popular del Maidán
La Unión Popular del Maidán (en ucraniano: Народне об'єднання "Майдан", romanizado: Narodne obiednannya "Maidan") es una alianza en Ucrania formada por varios partidos políticos e individuos no partidistas y organizaciones públicas el quinto domingo (22 de diciembre de 2013) de las protestas del Euromaidán con el objetivo de "construir una nueva Ucrania y un nuevo gobierno ucraniano" mediante la creación de una nueva constitución ucraniana y la destitución de jueces y fiscales corruptos. También tiene como objetivo organizar la oposición al régimen actual y coordinar el movimiento de protesta en todas las regiones del país.. En la práctica, esto significa ampliar el apoyo a los objetivos de la organización en el corazón progubernamental y propresidencial de Ucrania oriental.
La organización tiene como objetivo que millones de ucranianos se conviertan en miembros. Según el codirector de la organización Arseniy Yatsenyuk, "será un poco como el movimiento Solidaridad en Polonia".

## Historia
El 30 de noviembre de 2013, los partidos de oposición Batkivshchyna, UDAR y Svoboda establecieron el Cuartel General de la Resistencia Nacional. En ese momento controlaban 168 escaños de los 450 en la Verkhovna Rada (parlamento nacional de Ucrania).

El 22 de diciembre de 2013, la quinta semana en curso de las protestas de Euromaidán (100.000 personas se manifestaron en Kiev), los principales partidos de oposición y no partidarios establecieron un movimiento político nacional llamado Maidán. "Maidan" se refiere a/es el apodo de Maidan Nezalezhnosti donde se centran las protestas de Euromaidan. El movimiento tiene como objetivo ampliar el apoyo a Euromaidán en el este de Ucrania, donde se centra el apoyo al segundo gobierno de Azarov y al presidente Viktor Yanukovich. (En el primer día del movimiento), el líder de la oposición Arseniy Yatsenyuk declaró: "Toda persona que quiera un futuro justo y honesto debe estar a favor de este movimiento". Desde el 24 de diciembre de 2013, la organización comenzó a aceptar miembros.

## Agenda
La organización se ha fijado varios objetivos:
- la formación de una nueva Constitución de Ucrania "que debería hacer sentir al pueblo ucraniano que gobierna el país"[11]
- la formación de un plan de acción para Ucrania mediante la formación de grupos para cada sector político, que van desde la política económica hasta la política exterior.[11]
- la formación de grupos que brindan apoyo legal, financiero y organizativo a los activistas de Euromaidán que son perseguidos por participar en protestas, particularmente en Járkov y Odesa.[11]
- "participación y protección" de las elecciones presidenciales de Ucrania de 2014.[11]
- estableciendo sus sucursales en 20 regiones.[12][13][14]
- una estrategia de desarrollo de Ucrania hasta 2025.[12]

## Organización
Los codirectores de la organización son Yulia Timoshenko y Arseni Yatseniuk de Batkivshchyna, Vitali Klichkó de UDAR, Oleh Tiahnibok de Svoboda, presidente de la Universidad Nacional de Kiev-Mohyla Academy Serhiy Kvit, el líder de la organización Tercera República de Ucrania Yuri Lutsenko y la cantante Ruslana.
El consejo de la organización incluye a Taras Boiko, Oleksiy Haran, Vasyl Hatsko, Ihor Zhdanov, Andriy Illyenko, Irena Karpa, Serhiy Kvit, Vyacheslav Kyrylenko, Ihor Koliushko, Vitali Klitschko, Ruslan Koshulynsky, Ivan Krulko, Ruslana Lyzhychko, Ihor Lutsenko, Yuriy Lutsenko , Maria Matios, Andriy Mokhnyk, Valeriy Patskan, Oleh Osukhovsky, Sashko Polozhynsky, Petro Poroshenko, Vitaly Portnikov, Serhiy Rakhmaninov, Yehor Sobolev, Serhiy Sobolev, Oleksandr Sushko, Viktoria Siumar, Borys Tarasyuk, Yulia Tymoshenko, Oleksandr Turchynov, Oleh Tyahnybok, Valeriy Chaly, Refat Chubarov, Viktor Chumak, Zorian Shkiriak, Yelyzaveta Schepetylnykova y Arseniy Yatsenyuk.